# Гельзе
Гельзе (нім. Helse) — громада в Німеччині, розташована в землі Шлезвіг-Гольштейн. Входить до складу району Дітмаршен. Складова частина об'єднання громад Марне-Нордзе.
Площа — 11,44 км2. Населення становить 828 ос. (станом на 31 грудня 2020).